# Elaeodendron transvaalense
Elaeodendron transvaalense är en benvedsväxtart som först beskrevs av Burtt Davy, och fick sitt nu gällande namn av R.H. Archer. Elaeodendron transvaalense ingår i släktet Elaeodendron och familjen Celastraceae. Inga underarter finns listade.